# Jan Balsewicz
Jan Balsewicz (ur. 30 kwietnia 1887 w Mussa, zm. 26 sierpnia 1970 we Wrocławiu) – podpułkownik piechoty Wojska Polskiego, kawaler Orderu Virtuti Militari.

## Życiorys
Syn Konstantego i Zofii z domu Rapcewicz, urodzony w majątku Mussa nad rzeką o tej samej nazwie, w ówczesnym powiecie wileńskim guberni wileńskiej.
1 grudnia 1914 został wcielony do armii rosyjskiej i skierowany do Wileńskiej Szkoły Wojskowej. 1 maja 1915, po ukończeniu szkoły, został mianowany chorążym i wcielony do 29 zapasowego pułku strzelców syberyjskich. W lipcu 1916 został wysłany na front do keksholmskiego pułku Lejbgwardii. W sierpniu 1917 został przeniesiony do 12 astrachańskiego pułku grenadierów.
Do Wojska Polskiego został przyjęty z byłych Korpusów Wschodnich i byłej armii rosyjskiej. Służył w 6 Pułku Piechoty Legionów. Od 10 lutego do 1 maja był słuchaczem kursu przeszkolenia kapitanów w Wielkopolskiej Szkole Podchorążych Piechoty w Bydgoszczy, a następnie został przydzielony do tej szkoły na stanowisko dowódcy XI klasy. 6 grudnia tego roku powrócił do macierzystego pułku. 3 maja 1922 został zweryfikowany w stopniu majora ze starszeństwem z 1 czerwca 1919 i 349. lokatą w korpusie oficerów piechoty. 10 lipca tego roku został zatwierdzony na stanowisku dowódcy I batalionu. W kwietniu 1924 został zatwierdzony na stanowisku kwatermistrza. W lutym 1927 został zwolniony z zajmowanego stanowiska z równoczesnym przeniesieniem służbowym do PKU Wilno Powiat na okres czterech miesięcy w celu odbycia praktyki poborowej. 12 kwietnia tego roku został mianowany na stopień podpułkownika ze starszeństwem z 1 stycznia 1927 i 24. lokatą w korpusie oficerów piechoty. W lipcu 1927 został przeniesiony do kadry oficerów piechoty z równoczesnym przydziałem do Powiatowej Komendy Uzupełnień Postawy na stanowisko komendanta. W kwietniu 1928 został przeniesiony do Powiatowej Komendy Uzupełnień Łódź Miasto II na stanowisko komendanta. W listopadzie 1932 został zwolniony z zajmowanego stanowiska i oddany do dyspozycji dowódcy Okręgu Korpusu Nr IV. Z dniem 31 marca 1933 został przeniesiony w stan spoczynku.
W czasie kampanii wrześniowej pełnił służbę w Komendzie Miasta Warszawa. Po kapitulacji załogi stolicy dostał się do niemieckiej niewoli. Przebywał w Oflagu VII A Murnau.
Zmarł 26 sierpnia 1970, a trzy dni później został pochowany na Cmentarzu Grabiszyńskim we Wrocławiu (pole 10P, rząd 12, grób 311).
Był żonaty z Zofią Pelagią z Wojtatowiczów (1903–1978), dzieci nie miał. Wychowywał dwóch bratanków („zupełne sieroty”): Jana (ur. 1912) i Zbigniewa (ur. 1922).

## Ordery i odznaczenia
- Krzyż Srebrny Orderu Wojskowego Virtuti Militari nr 1086 – 16 lutego 1921[20][21][1]
- Krzyż Walecznych dwukrotnie[22][23]
- Medal Niepodległości – 19 czerwca 1938 „za pracę w dziele odzyskania niepodległości”[24]
- Medal Dziesięciolecia Odzyskanej Niepodległości[1]
- Medal Pamiątkowy za Wojnę 1918–1921[1]
- łotewski Medal Pamiątkowy 1918-1928 – 12 grudnia 1929[25]